# AS AGIR Guibéroua
L'AS AGIR Guibéroua est un club de football ivoirien basé à Guibéroua, ville du centre du pays. Il joue actuellement en MTN Ligue 2 et il est présidé par Lekpa Augustin et entraîné par Séka Innocent.